# 立原道造
立原 道造（たちはら みちぞう、1914年〈大正3年〉7月30日 - 1939年〈昭和14年〉3月29日）は、昭和初期に活躍し、24歳8か月で急逝した日本の詩人。建築家としての足跡も残した。別筆名（旧制一高時代の短歌投稿時に使用）に、三木祥彦・山木祥彦がある。東京帝国大学工学部建築学科卒業、学位（当時は称号）は工学士（東京帝国大学）。東大建築学科在学中の3年間、同学科より辰野賞を連続受賞、詩作では1938年に中原中也賞を受賞。
東京都中央区に生まれた。東京府立三中で芥川以来の秀才と称された。一高在学中に三中の先輩でもある堀辰雄を知り、また室生犀星に師事。東大在学中の夏に、信濃追分に滞在、土地の旧家の孫娘に恋をする。詩誌「四季」に、追分での「村ぐらし」を載せる。立原は翌年も追分を訪れ、恋心は続いた。だがその翌年、娘は他家へ嫁いでしまった。この短い青春が終わると同時に体調を崩し、24歳で死去。

## 生涯
1914年（大正3年）、立原貞治郎、とめ夫妻の次男として日本橋区橘町（現：中央区東日本橋）に生まれる。家では荷造用木箱製造を営んでいた。1919年（大正8年）、貞治郎が亡くなり、5歳で立原家の家督を継ぐ。1927年（昭和2年）、13歳の折、北原白秋を訪問するなど、既に詩作への造詣を持っていた。同年、口語自由律短歌を『學友會誌』に発表、自選の歌集である『葛飾集』『両國閑吟集』、詩集『水晶簾』をまとめるなど13歳にして歌集を作り才能を発揮していた。東京府立第三中学（現東京都立両国高等学校・附属中学校）から第一高等学校理科甲類に天文学を志して進学した1931年（昭和6年）、短歌の倶楽部に入部した道造は『詩歌』に投稿するなど高校時代を通じて詩作を続け、『校友會雜誌』に物語「あひみてののちの」を掲載した。翌1932年（昭和7年）、自らの詩集である『こかげ』を創刊する一方、四行詩集『さふらん』編纂も手がけた。高校最後の年を迎えた1933年（昭和8年）、詩集『日曜日』『散歩詩集』を製作、翌年には東京帝国大学工学部建築学科に入学した。建築学科では1934年（昭和9年）から1937年（昭和12年）まで岸田日出刀の研究室に所属。丹下健三・浜口隆一が1学年下、生田勉が2学年下に在籍した。一高同期でもあった生田とは、特に親しく交わった。帝大在学中に建築の奨励賞である辰野賞を3度受賞した。大学卒業年次を迎えた1936年（昭和11年）、テオドール・シュトルム短篇集『林檎みのる頃』を訳出した。
翌1937年（昭和12年）に大学を卒業し、石本建築事務所に入所した道造は「豊田氏山荘」を設計。詩作の方面では物語「鮎の歌」を『文藝』に掲載し、詩集『ゆふすげびとの歌』を編んだ。さらに第一詩集『萱草に寄す』（1937年）、第二『曉と夕の詩』（1937年12月）と立て続けに出版し、建築と詩作の双方で活躍できる実力を示した。
1938年（昭和13年）、中原中也が没して半年ほどの頃『四季』第37号（昭和13年5月号）に「別離」という文章を発表。そこで中原の「汚れつちまつた悲しみに…」について、「僕はこの涙の淵の深さに反撥する」と言及する。同年11月、九州へ旅行するが、12月6日に長崎で発熱・喀血。12月26日に東京市中野区江古田の市立療養所へ入院。1939年（昭和14年）、第1回中原中也賞（現在の同名の賞とは異なる）を受賞したが、同年3月29日午前2時20分、結核のため24歳で没した。戒名は温恭院紫雲道範清信士。墓所は東京都台東区谷中の多寳（宝）院。
詩以外に短歌・俳句・物語・パステル画・スケッチ・建築設計図などを残した。道造の優しい詩風には今日でも共鳴する人は多く、文庫本の詩集もいくつか刊行されている。また存命中に今井慶明が立原の2つの詩を歌曲にして以来、柴田南雄、高木東六、高田三郎、別宮貞雄、三善晃などが作曲している。

### 死後
1997年（平成9年）、文京区弥生に立原道造記念館が設立された。記念館は2011年2月20日に閉館。立原が構想した図面に基づき、2004年に「ヒアシンスハウス」がさいたま市の別所沼公園に竣工された。2012年2月、信濃デッサン館（現・KAITA EPITAPH 残照館）内に「立原道造記念展示室」が新設されたが、後に閉館。2021年現在、信濃デッサン館に保管されていた作品は閲覧不可能である。

## 家系
父の立原貞治郎は婿養子で、千葉県東葛飾郡新川村大字平方の狼家の出。旧名、狼貞次郎。母の立原トメ(通称 光子)は桓武平氏の一家系 常陸平氏 大掾氏の一門 鹿島氏の庶流 立原氏。近い祖先には水戸藩の儒家で『大日本史』を編纂した立原翠軒、画家立原杏所がいるという（関東大震災時に家系図が焼失したため現在は確認が不可能だが、家紋は同じである）。

## 主な作品
- 『優しき歌 I』『優しき歌 II』は、詩人の没後に複数人によって編纂されたもの。『I』は『II』の後に編まれたことに注意[注釈 1]。
- 『優しき歌 II』は角川書店から1947年に『優しき歌』として出版された。詩人の生前の構想を、中村真一郎の証言によって堀辰雄が復元したものである。『優しき歌 I』は、第三次角川書店版全集（1971年 - 1973年）にあたって復元されたものである。『II』の出版後に発見された立原のメモに基づいている。
- 筑摩書房版『立原道造全集』（全5巻）では、「立原の死の時点で彼の作品が残されていた状態をなるべく正確に再現するように」（第一巻、p.582）という目的から、2種の『優しき歌』は採用されていない。

### 『萱草に寄す』（1937年，風信子叢書）
「わすれぐさによす」と読む。
- SONATINE NO.1

1. はじめてのものに
2. またある夜に
3. わかれる昼に
4. のちのおもひに

- 夏花の歌

1. その一
2. その二

- SONATINE NO.2

1. 虹とひとと
2. 夏の弔ひ
3. 忘れてしまつて

### 『暁と夕の詩』
1. I　或る風に寄せて
2. II　やがて秋‥‥
3. III　小譚詩
4. IV　眠りの誘ひ
5. V　真冬の夜の雨に
6. VI　失はれた夜に
7. VII　溢れひたす闇に
8. VIII　眠りのほとりに
9. IX　さまよひ
10. X　朝やけ

### 『優しき歌 I』
- 燕の歌
- うたふやうにゆつくりと‥‥薊の花のすきな子に

1. I　憩らひ
2. II　虹の輪
3. III　窓下楽
4. IV　薄　明
5. V　民　謡

- 鳥啼くときに
- 甘たるく感傷的な歌ひとり林に‥‥

1. I　ひとり林に‥‥
2. II　真冬のかたみに‥‥

- 浅き春に寄せて

### 『優しき歌 II』
- 序の歌

1. I　爽やかな五月に
2. II　落葉林で
3. III　さびしき野辺
4. IV　夢のあと
5. V　また落葉林で
6. VI　朝に
7. VII　また昼に
8. VIII　午後に
9. IX　樹木の影に
10. X　夢見たものは……

### 立原道造全集
最初の全集は、山本書店で1941年（昭和16年）から1943年（昭和18年）にかけ刊行。編者は堀辰雄。戦後は角川書店で3度刊行（1950-51年、1957-59年、1971-73年）。
決定版全集は、筑摩書房（全5巻　順に詩Ⅰ・詩Ⅱ・手記・建築図面・書簡）で、2006年（平成18年）より2010年（平成22年）にかけ刊行された。編集委員は中村稔・安藤元雄・宇佐美斉・鈴木博之。資料調査（原典照合・筆記具調査・制作年代推定など）は、故堀内達夫の後を継いだ宮本則子が、立原道造記念館等々の協力を得て行った。
なお、全集掲載の全図版約1500点は、立原道造記念会が、狩野耕一の助力を得て作成し、無償で筑摩書房に提供した。

## 詩碑
- 立原道造詩碑（岩手県盛岡市愛宕山）[10]

## 備考
- 立原道造が生前、東京府立第三中学校（現在の東京都立両国高等学校・附属中学校）時代に東京市電（現在の東京都電車）の切符収集の趣味を持っており、自らコレクションした東京市電切符3,000枚が現存している。その切符などが「立原道造記念館」で、2010年3月から9月までの特別展覧会にて一般公開された[11]。
- 立原道造をモデルとした青年を登場させた小説『菜穂子』を堀辰雄が執筆している[12]。
- ギリシャ神話のヒアシンサス伝説に心を寄せ、自らの詩集を風信子叢書と名付けていたことから、命日の3月29日は「風信子（ヒアシンス）忌」といわれる[13]。
- 立原は日本橋の生家の三階に船室のような書斎を作り、そこから向島小梅町の堀辰雄の家にしばしば通ったということである[14]。

## 関連人物
- 立原蘭渓
- 立原翠軒
- 立原杏所
- 立原朴次郎
- 水戸部アサイ
- 津村信夫
- 杉浦明平
- 寺田透
- 中村真一郎
- 生田勉